# Creeper (hudební skupina)
Creeper je britská rocková kapela, která vznikla v roce 2014 v Southamptonu. Vydáním první dlouho hrající desky Eternity, in Your Arms v roce 2017, která se v britském žebříčku umístila na 18. příčce, se Creeper zasloužili o revival žánru horror punk. Zpěvák Will Gould během koncertu v roce 2018 oznámil, že se jedná o poslední vystoupení skupiny. Ve skutečnosti během následující koncertní pauzy kapela v přísném utajení pilně skládala materiál na další desku. S vydáním druhého alba Sex, Death & the Infinite Void v roce 2020 přišel velký comeback. Na této desce se skupina více vzdálila od své tradiční horror punkové tvorby a přiklonila se více k pop punku, glam rocku a britpopu. Zatím poslední vydanou nahrávkou je Sanguivore z roku 2023. Hudebně se jedná gothic punkovou operu s temnou upírskou tematikou, která skladatelsky odkazuje rockovým epopejím Meat Loafa z 80. let, klasiké horrorové tvorbě Misfits či gothic rocku The Sisters of Mercy.
V České republice kapela v roce 2022 předskakovala na Brněnském výstavišti Kanaďanům Billy Talent, následně odehráli koncert na festivalu Rock for People. V listopadu 2023 odehráli v pražském Rock Café svůj první klubový koncert v tuzemsku.

## Členové
Současné členstvo
- Will Gould – zpěv (2014–dosud)
- Ian Miles – kytara, doprovodný zpěv (2014–dosud)
- Sean Scott – baskytara, kytara, doprovodný zpěv (2014–dosud)
- Hannah Greenwood – klávesy, housle, doprovodný zpěv a druhý hlavní zpěv, kytara a perkuse (2015–dosud; v letech 2014–2015 jako koncertní členka)
- Jake Fogarty – bicí, perkuse (2021–dosud)

Koncertní členové
- Lawrie Pattison – kytara (2021–dosud)

Dřívější členové
- Sina Nemati – kytara, doprovodný zpěv (2014–2015)
- Dan Bratton – bicí, perkuse (2014–2020)
- Oliver Burdett – kytara, doprovodný zpěv (2015–2021)

## Diskografie
Studiová alba
- Eternity, in Your Arms (2017)
- Sex, Death & the Infinite Void (2020)
- Sanguivore (2023)